# József Varga (Chemiker)
József Varga (* 8. Februar 1891 in  Budapest, Österreich-Ungarn; † 28. Dezember 1956 in Budapest, Ungarn) war ein ungarischer Chemiker (Technische Chemie, Petrolchemie).

## Leben
Varga studierte ab 1908 Chemieingenieurwesen und Chemie an der TU Budapest mit dem Abschluss 1912, war dort im Institut für Elektrochemie und wurde 1916 promoviert. 1920 wurde er Privatdozent und 1923 Professor an der TU Budapest. Ab 1951 war er Direktor des Instituts für Hochdruckanlagen. Ab 1952 war er Professor für Petro- und Kohlechemie an der Universität Veszprém.
Er entwickelte in den 1930er Jahren ein Verfahren zur Benzinherstellung aus Kohle und Teeren mit katalytischer Hochdruckhydrierung und demonstrierte das in einer Pilotanlage. Der von ihm entdeckte Varga-Effekt beschreibt  die günstige Beeinflussung der Hydrierung durch Schwefelwasserstoff.  Nach dem Krieg entwickelte er ein Hydrocracking-Verfahren (Varga-Verfahren), das in Zusammenarbeit von Ungarn und der DDR in Böhlen (Sachsen) 1956 erfolgreich getestet wurde.
In der Zeit von 1939 bis 1943 war er Staatssekretär und zeitweise Minister für Industrie, Handel und Transport der ungarischen Regierung. Danach kehrte er auf seinen Lehrstuhl zurück. 1943 bis 1951 war er auch Präsident der Allgemeinen Ungarischen Kohle-Bergbaugesellschaft (Magyar Általános Kőszénbánya).
Er war zweimal Kossuth-Preisträger und war Mitglied der Ungarischen Akademie der Wissenschaften.

## Schriften
- mit Károly Polinszky: Kémiai technológia (Chemische Technologie), 2 Bände, Budapest 1953 bis 1959